# Podagrion batesi
Podagrion batesi är en stekelart som beskrevs av Girault 1915. Podagrion batesi ingår i släktet Podagrion och familjen gallglanssteklar. Inga underarter finns listade i Catalogue of Life.